# Стеммль, Майкл
Майкл Стеммль (англ. Michael Stemmle; родился в 1967) — геймдизайнер, сценарист и ведущий разработчик компьютерных игр, наиболее известный как создатель графических квестов и других игр компании LucasArts 1990-х годах и начале 2000-х годов.
Учился в Стэнфордском университете, где писал сценарии шуточных выступлений студенческого оркестра и скетчи для ежегодного музыкального шоу Big Game Gaieties. По окончании университета поступил на работу в LucasArts. После 14 лет работы ушёл из компании вслед за отменой в 2004 году игры Sam & Max Freelance Police. После работы в качестве фрилансера сотрудничал с компанией в Perpetual Entertainment, затем недолгое время занимал должность ведущего сценариста игры Star Trek Online. В феврале 2008 года вместе с несколькими бывшими сотрудниками LucasArts пришёл на работу в компанию Telltale Games. Работал над первой версией  The Wolf Among Us, прежде чем проект был переработан, также участвовал в создании игры Tales from the Borderlands, прежде чем покинул компанию в мае 2014 года.

## Видеоигры
- 1990 The Secret of Monkey Island — дизайнер, 256-цветная версия
- 1992 Indiana Jones and the Fate of Atlantis — ведущий сценарист, помощник дизайнера, программист
- 1993 Sam & Max Hit the Road — ведущий разработчик, дизайнер
- 1996 Afterlife — ведущий разработчик, дизайнер
- 2000 Escape from Monkey Island — ведущий разработчик, дизайнер
- 2002 Star Wars Jedi Knight II: Jedi Outcast — сценарист
- 2004 Sam & Max Freelance Police (отменена) — ведущий разработчик, дизайнер
- 2005 Star Wars: Battlefront II — сценарист
- 2007 Star Trek Online (отменена) — ведущий сценарист
- 2008 Strong Bad's Cool Game for Attractive People — дизайнер, сценарист
- 2009 Tales of Monkey Island — дизайнер, сценарист
- 2010 Sam & Max: The Devil's Playhouse — дизайнер, сценарист
- 2011 Back to the Future: The Game — дизайнер, сценарист
- 2013 Poker Night 2 — сценарист, программист
- 2014 The Wolf Among Us (первая версия) — дизайнер, сценарист
- 2014 Tales from the Borderlands — дизайнер